# Lijst van voetbalinterlands Azerbeidzjan - Slowakije
Deze lijst van voetbalinterlands is een overzicht van alle officiële voetbalwedstrijden tussen de nationale teams van Azerbeidzjan en Slowakije. De landen speelden tot op heden twaalf keer tegen elkaar. De eerste ontmoeting, een kwalificatiewedstrijd voor het Europees kampioenschap voetbal 1996, werd gespeeld in Košice op 29 maart 1995. Het laatste duel, een groepswedstrijd tijdens de UEFA Nations League 2024/25, vond plaats op 14 oktober 2024 in Bakoe.

## Wedstrijden
| №  | Plaats  | Datum             | Competitie                  | Wedstrijd                | Uitslag |
| -- | ------- | ----------------- | --------------------------- | ------------------------ | ------- |
| 1  | Košice  | 29 maart 1995     | EK 1996 kwalificatie        | Slowakije – Azerbeidzjan | 4 – 1   |
| 2  | Trabzon | 16 augustus 1995  | EK 1996 kwalificatie        | Azerbeidzjan – Slowakije | 0 – 1   |
| 3  | Košice  | 5 september 1998  | EK 2000 kwalificatie        | Slowakije – Azerbeidzjan | 3 – 0   |
| 4  | Bakoe   | 9 oktober 1999    | EK 2000 kwalificatie        | Azerbeidzjan – Slowakije | 0 – 1   |
| 5  | Trnava  | 28 maart 2001     | WK 2002 kwalificatie        | Slowakije – Azerbeidzjan | 3 – 1   |
| 6  | Bakoe   | 6 juni 2001       | WK 2002 kwalificatie        | Azerbeidzjan – Slowakije | 2 – 0   |
| 7  | Bakoe   | 11 juni 2019      | EK 2020 kwalificatie        | Azerbeidzjan – Slowakije | 1 – 5   |
| 8  | Trnava  | 19 november 2019  | EK 2020 kwalificatie        | Slowakije − Azerbeidzjan | 2 – 0   |
| 9  | Bakoe   | 10 juni 2022      | UEFA Nations League 2022/23 | Azerbeidzjan – Slowakije | 0 – 1   |
| 10 | Trnava  | 22 september 2022 | UEFA Nations League 2022/23 | Slowakije − Azerbeidzjan | 1 − 2   |
| 11 | Košice  | 8 september 2024  | UEFA Nations League 2024/25 | Slowakije – Azerbeidzjan | 3 – 0   |
| 12 | Bakoe   | 14 oktober 2024   | UEFA Nations League 2024/25 | Azerbeidzjan – Slowakije | 1 – 3   |

## Samenvatting
| Competitie          | Totaal gespeeld | Winst Azerbeidzjan | Gelijk | Winst Slowakije | Doelsaldo Azerbeidzjan – Slowakije |
| ------------------- | --------------- | ------------------ | ------ | --------------- | ---------------------------------- |
| WK-kwalificatie     | 2               | 1                  | 0      | 1               | 3 − 3                              |
| EK-kwalificatie     | 6               | 0                  | 0      | 6               | 2 − 16                             |
| UEFA Nations League | 4               | 1                  | 0      | 3               | 3 − 8                              |
| Totaal              | 12              | 2                  | 0      | 10              | 8 − 27                             |

Wedstrijden bepaald door strafschoppen worden, in lijn met de FIFA, als een gelijkspel gerekend.

## Details

### Eerste ontmoeting
| Slowakije                                                                        | 4 – 1 | Azerbeidzjan                |
| Dušan Tittel 35' Jaroslav Timko 40' Peter Dubovský 45' (pen.) Jaroslav Timko 50' | goals | 80' (pen.) Nazim Süleymanov |

### Tweede ontmoeting
| Azerbeidzjan | 0 – 1 | Slowakije         |
|              | goals | 60' Tibor Jančula |

### Derde ontmoeting
| Slowakije                                                | 3 – 0 | Azerbeidzjan |
| Martin Fabuš 17' Peter Dubovský 26' Ľubomír Moravčík 37' | goals |              |

### Vierde ontmoeting
| Azerbeidzjan | 0 – 1 | Slowakije           |
|              | goals | 70' Vladimír Labant |

### Vijfde ontmoeting
| Slowakije                                                 | 3 – 1 | Azerbeidzjan             |
| Szilárd Németh 1' Szilárd Németh 10' Ľubomír Meszároš 57' | goals | 3' (pen.) Vadim Vasilyev |

### Zesde ontmoeting
| Azerbeidzjan                         | 2 – 0 | Slowakije |
| Vadim Vasilyev 28' Zaur Tağızadə 55' | goals |           |

AFFA · A-internationals · Bondscoaches · Statistieken · Azerbeidzjaans vrouwenelftal · Azerbeidzjan U21 · Azerbeidzjan U20 · Azerbeidzjan U19 · Azerbeidzjan U18 · Azerbeidzjan U17 · Azerbeidzjan U16
1992 – 1999 ·
2000 – 2009 ·
2010 – 2019 ·
2020 − 2029
1992 · 
1993 · 
1994 · 
1995 · 
1996 · 
1997 · 
1998 · 
1999 · 
2000 · 
2001 · 
2002 · 
2003 · 
2004 · 
2005 · 
2006 · 
2007 · 
2008 · 
2009 · 
2010 · 
2011 · 
2012 · 
2013 · 
2014 · 
2015 · 
2016 · 
2017 ·
2018 ·
2019 ·
2020 ·
2021 ·
2022 ·
2023 ·
2024 ·
2025
Albanië ·
Andorra ·
Bahrein ·
België ·
Bosnië en Herzegovina · 
Bulgarije ·
Canada ·
Cyprus ·
Duitsland ·
Engeland ·
Estland ·
Faeröer ·
Filipijnen ·
Finland ·
Frankrijk ·
Georgië ·
Haïti · 
Honduras ·
Hongarije ·
Ierland ·
IJsland ·
India ·
Irak ·
Iran ·
Israël ·
Italië ·
Japan · 
Jordanië ·
Kazachstan ·
Kirgizië · 
Koeweit · 
Kosovo · 
Kroatië · 
Letland ·
Liechtenstein ·
Litouwen ·
Luxemburg ·
Malta ·
Moldavië ·
Mongolië ·
Montenegro ·
Noord-Ierland ·
Noord-Macedonië ·
Noorwegen ·
Oekraïne ·
Oezbekistan ·
Oman ·
Oostenrijk ·
Palestina ·
Polen ·
Portugal ·
Qatar ·
Roemenië ·
Rusland ·
San Marino ·
Saoedi-Arabië ·
Servië ·
Servië en Montenegro ·
Singapore ·
Slovenië ·
Slowakije ·
Spanje ·
Tadzjikistan · 
Trinidad en Tobago · 
Tsjechië ·
Turkije · 
Turkmenistan · 
Verenigde Arabische Emiraten ·
Verenigde Staten ·
Wales ·
Wit-Rusland ·
Zwitserland ·
Zweden
SFZ · A-internationals · Bondscoaches · Statistieken · Slowaaks vrouwenelftal · Olympisch elftal · Slowakije U21 · Slowakije U20 · Slowakije U19 · Slowakije U18 · Slowakije U17 · Slowakije U16
1939 – 1944 · 1992 – 1999 · 2000 – 2009 · 2010 – 2019 · 2020 − 2029
EK's: 2016 · 2020 · 2024
WK's: 2010
OS: 2000
1939 · 1940 · 1941 · 1942 · 1943 · 1944 · 1945–1991 · 1992 · 1993 · 1994 · 1995 · 1996 · 1997 · 1998 · 1999 · 2000 · 2001 · 2002 · 2003 · 2004 · 2005 · 2006 · 2007 · 2008 · 2009 · 2010 · 2011 · 2012 · 2013 · 2014 · 2015 · 2016 · 2017 · 2018 · 2019 · 2020 · 2021
Algerije · 
Andorra · 
Argentinië ·
Armenië · 
Australië · 
Azerbeidzjan · 
België · 
Bolivia · 
Bosnië en Herzegovina · 
Brazilië · 
Bulgarije · 
Chili · 
Colombia · 
Costa Rica · 
Cyprus · 
Denemarken · 
Duitsland · 
Egypte · 
Engeland · 
Estland · 
Faeröer · 
 Finland · 
Frankrijk · 
Georgië · 
Gibraltar · 
Griekenland · 
Guatemala · 
Hongarije · 
Ierland · 
IJsland · 
Iran · 
Israël · 
Italië · 
Japan · 
Joegoslavië · 
Jordanië · 
Kameroen · 
Kazachstan ·
Koeweit ·
Kroatië · 
Letland · 
Libanon ·
Liechtenstein · 
Litouwen ·
Luxemburg · 
Malta · 
Marokko · 
Mexico ·
Moldavië · 
Montenegro ·
Nederland · 
Nieuw-Zeeland · 
Noord-Ierland ·
Noord-Macedonië ·
Noorwegen ·
Oeganda · 
Oekraïne · 
Oezbekistan · 
Oostenrijk · 
Paraguay · 
Peru · 
Polen · 
Portugal · 
Roemenië · 
Rusland · 
San Marino · 
Saoedi-Arabië · 
Schotland · 
Servië en Montenegro ·
Slovenië · 
Spanje · 
Thailand · 
Tsjechië · 
Turkije · 
Verenigde Arabische Emiraten · 
Verenigde Staten · 
Wales · 
Wit-Rusland · 
Zuid-Korea · 
Zweden · 
Zwitserland
Engeland (2016) ·
Nieuw-Zeeland (2010) · 
Polen (2021) · 
Rusland (2016) · 
Spanje (2021) · 
Wales (2016) · 
Zweden (2021)